# 熊﨑勝彦
熊﨑 勝彦（くまざき かつひこ、1942年〈昭和17年〉1月24日 - 2022年〈令和4年〉5月13日）は、日本の検察官、弁護士（第一東京弁護士会）。検察官として最高検察庁公安部長、東京地方検察庁特別捜査部長（東京地検特捜部長）などを務め、退官後には第13代日本野球機構コミッショナーなどを務めた。位階勲等は従三位瑞宝重光章。

## 人物
1942年（昭和17年）1月24日、岐阜県益田郡萩原町（現・下呂市）出身。岐阜県立益田高等学校（現・岐阜県立益田清風高等学校）、明治大学法学部を経て、旧司法試験に合格。1972年、30歳で検事任官。同期に大林宏（検事総長）、横田尤孝（最高裁判所判事）、中尾巧（大阪高等検察庁検事長）、三井環（大阪高等検察庁公安部長）などがいる。森本宏（東京地方検察庁特捜部長を務めた）は高校の後輩。
横浜地検検事として、藤沢市母娘ら5人殺害事件（1981年 - 1982年に発生・警察庁広域重要指定112号事件）の被告人（2007年12月に死刑執行）を取り調べた。
東京地検特捜部長として、上司の次席検事・石川達紘らと共に金丸信の巨額脱税事件、ゼネコン汚職事件、大蔵省接待汚職事件に関わった。「取り調べは人格と人格が対峙する真剣勝負」と語り、被疑者などの信用を得て自供を引き出す手腕から「落としの熊さん」「割り屋」と呼ばれた。一方で思いやりも深く、ゼネコン汚職事件で一時連絡がとれなくなった関係者が無事と知った時は「よかった」と同僚に抱きついたこともある。
最高検察庁公安部長を最後に2004年（平成16年）に退官した後は、弁護士（いわゆる「ヤメ検」）となった。『発掘!あるある大事典#データ捏造問題』捏造問題では社外調査委員会委員長を務めた。
「時代劇に出たい」と方々で言い続けていたところ、2008年1月6日放送のテレビ朝日系列『天と地と』で役者デビューを果たした。新発田長敦役として30秒近い長台詞もこなしている。
2013年（平成25年）春の叙勲で瑞宝重光章を受章。
日本野球機構（NPB）にてコミッショナー顧問及び年俸調停委員会委員長を務め、2014年1月1日より日本プロ野球コミッショナーに就任すると共に野球殿堂博物館理事長に就任している。統一球の仕様変更の公表遅れによる混乱の引責での前任コミッショナーの辞任を受けての就任であり、NPB事務局長の井原敦によると「火中の栗を拾う」と決意を語っていたという。
2017年11月26日、任期満了によりプロ野球コミッショナーを退任し、新コミッショナーには斉藤惇が就任。自身はコミッショナー顧問に就任した。
2019年11月、世界野球ソフトボール連盟より栄誉勲章を贈られる。
2022年（令和4年）5月13日、心不全のため死去。80歳没。死没日付をもって従三位に叙される。

### 略歴
- 1965年3月 明治大学法学部卒業
- 1969年10月 司法試験合格
- 1972年4月 司法修習（24期）修了し検事任官
- 1992年4月 東京地方検察庁特別捜査部副部長
- 1994年7月 法務省法務総合研究所研修第二部長
- 1996年12月 東京地方検察庁特別捜査部長
- 1998年6月 富山地方検察庁検事正
- 1999年12月 最高検察庁検事
- 2000年6月 前橋地方検察庁検事正
- 2002年12月 最高検察庁公判部長
- 2004年1月 最高検察庁公安部長
- 2004年9月 退官
- 2004年10月 第一東京弁護士会に弁護士登録、 のぞみ総合法律事務所入所[14]
- 2005年1月 日本プロフェッショナル野球組織コミッショナー顧問[14]
- 2005年6月 オリエントコーポレーション監査役[14]
- 2006年9月 熊﨑勝彦綜合法律事務所所長[14]
- 2007年6月 綿半ホールディングス監査役[14]
- 2008年6月 十六銀行監査役[15]
- 2014年1月 一般社団法人日本野球機構会長、第13代日本プロ野球プロ野球コミッショナー就任[7]
- 2017年11月 任期満了によりプロ野球コミッショナーを退任。コミッショナー顧問に就任[9]

## 著作
- 『伝説の特捜検事が語る 平成重大事件の深層』（共著者:鎌田靖）〈2020年1月8日、中央公論新社 中公新書ラクレ 674〉ISBN 978-4121506740

## 出演

### テレビドラマ
- 天と地と（テレビ朝日、2008年1月6日） - テレビドラマ、新発田長敦役[4]

### テレビ
- NEWS ZERO（日本テレビ）
- NNN Newsリアルタイム（日本テレビ）2010年3月までコメンテーターとして出演
- 報道ステーション（テレビ朝日） - 2018年4月6日、ゲストコメンテーター
- 日経スペシャル カンブリア宮殿（テレビ東京）「巨悪で語る、ニッポン －地検特捜部の標的とその時代」- 2006年7月10日[16]